# Euphrasia Donnelly
Euphrasia Louise Donnelly (Indianapolis, 6 giugno 1905 – Warsaw, 20 maggio 1963) è stata una nuotatrice statunitense.

## Carriera
Assieme alle compagne Gertrude Ederle, Ethel Lackie e Martha Norelius ha vinto la medaglia d'oro ai giochi di Parigi 1924 nella staffetta 4x100m stile libero stabilendo anche il nuovo primato mondiale (4'48"8).

## Palmarès
- Giochi olimpici

Parigi 1924: oro nella 4x100m stile libero.